# 佐藤淳 (ラジオ関西)
佐藤 淳（さとう じゅん、1967年11月13日 - ）は、ラジオ関西のアナウンサー。千葉県千葉市出身。
かつてはスポーツを中心に担当。野球実況などを担当したりもしていた。その後は記者としての活動が多く時折夜10時前のニュースに登場する程度であったが、2010年2月15日付けの人事異動で東京支社勤務となる。現在は営業担当及びラジオ関西のアニラジ枠アニたまどっとコムの番組プロデューサーを務める。2022年8月20日はラジオ関西契約アナウンサーの代理（土曜日のため社員アナウンサーは不在）として、アナウンサーの肩書で『ラジオ関西ニュース』を終日担当、過去にも2022年に何回か『ラジオ関西ニュース』を担当した模様。

## 担当番組
いずれもプロデューサーとしての担当番組。
- 集まれ昌鹿野編集部
- おどろき戦隊 モモノキファイブ
- 神戸前向女学院。
- ロンハールーム
- アニたまどっとコム standard まるなげ♪
- まよなかデリバリー　など。